# Bohnerzgrube (Heidenheim an der Brenz)
Die Bohnerzgruben sind eine Gruppe kleinerer Seen in der Nähe von Heidenheim an der Brenz in der nördlichen Schwäbischen Alb in Baden-Württemberg.
Sie entstanden durch den Abbau des sogenannten Bohnerzes, welches aufgrund seines hohen Eisengehaltes in den Eisenhütten von Königsbronn verarbeitet wurde. Die durch den Bergbau entstandenen Senken füllten sich mit Wasser und bildeten die Seenplatte in ihrer heutigen Form. Heute sind die Seen besonders im Hochsommer, wenn sie fast vollständig von Seerosen bedeckt sind, ein beliebtes Ausflugsziel. Etwa 2 km nordöstlich davon befindet sich die Birkelhöhle.
Unter den Namen Fischgrube, Erlengrube, Ilgengrube, Schmaudersgrube, Stielzieher  und Wagnersgrube sind ehemalige Bohnerzgruben als Naturdenkmale ausgewiesen.

## Bilder

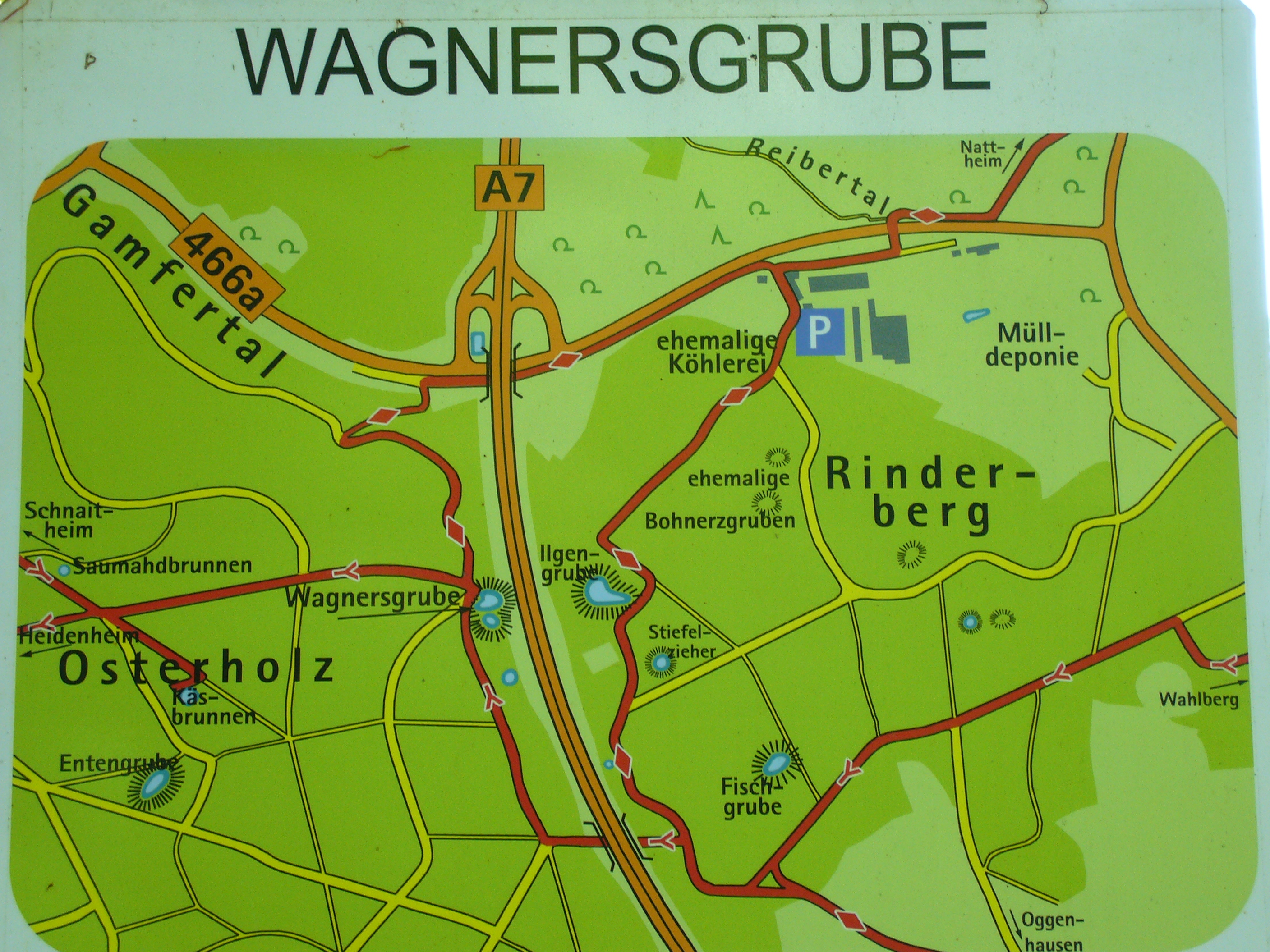
Wegweiser für die umliegenden Bohnerzgruben
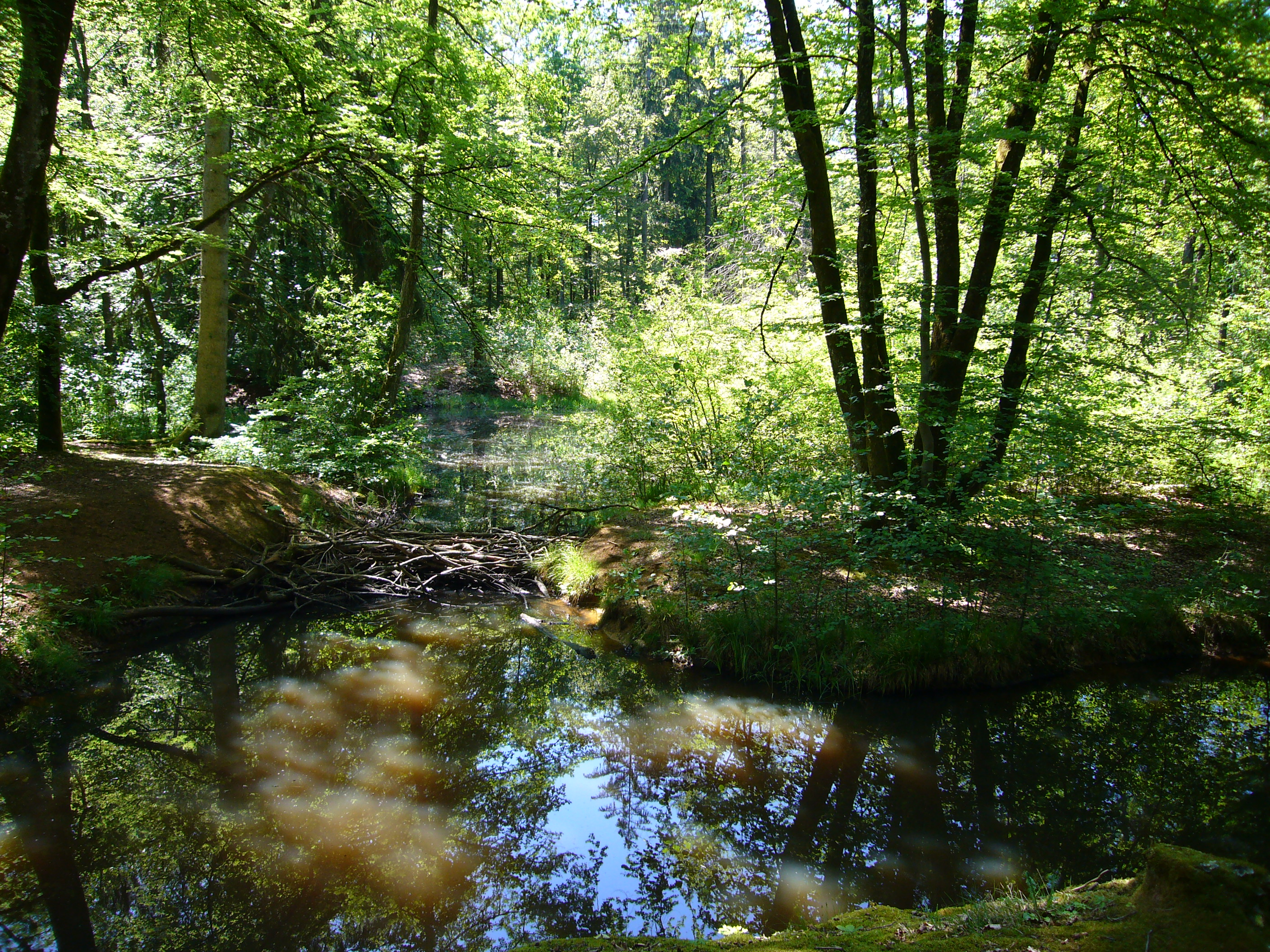
Wagnersgrube im Sommer 2007
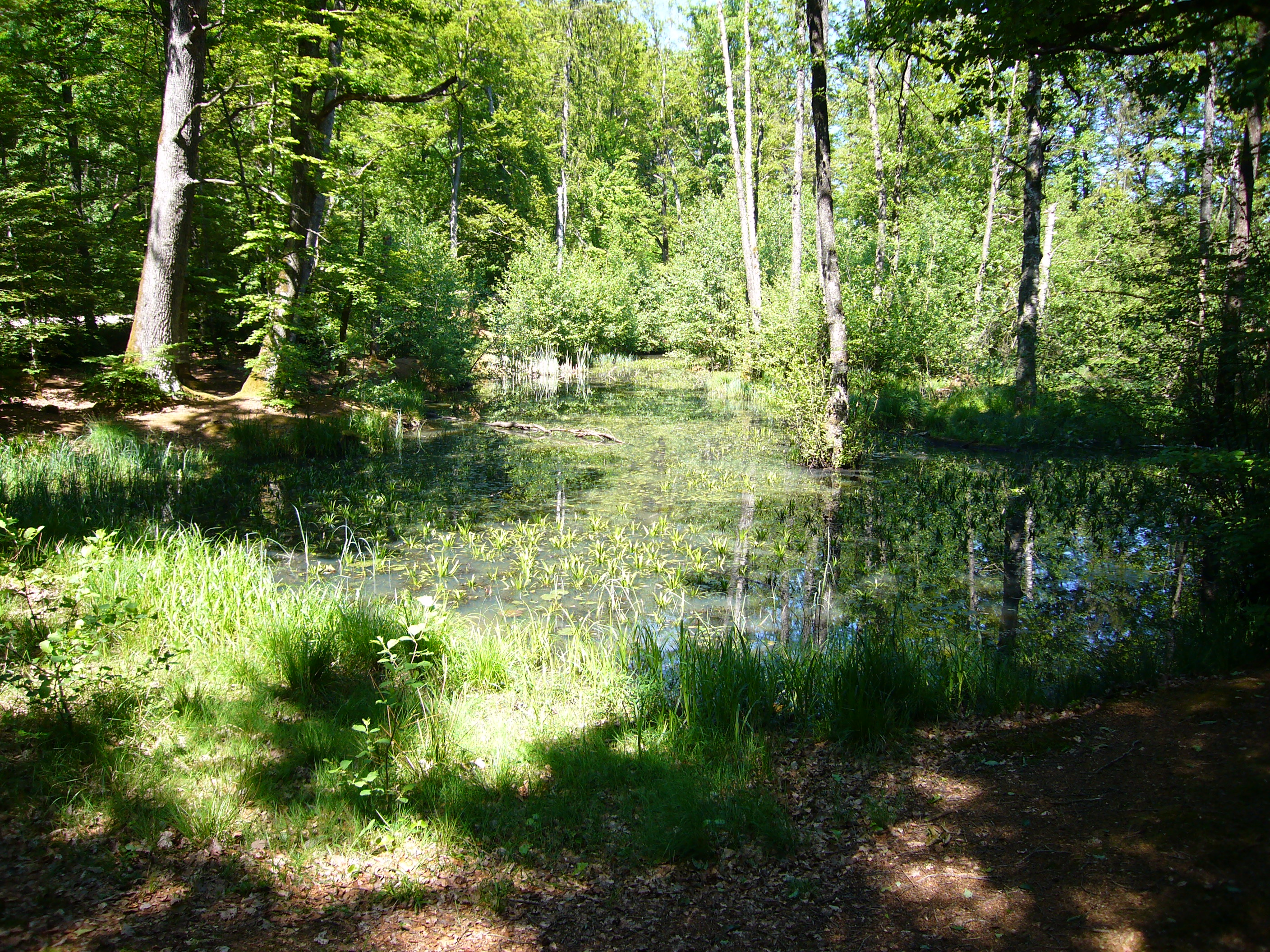
Blick über die Wagnersgrube in Richtung Osten
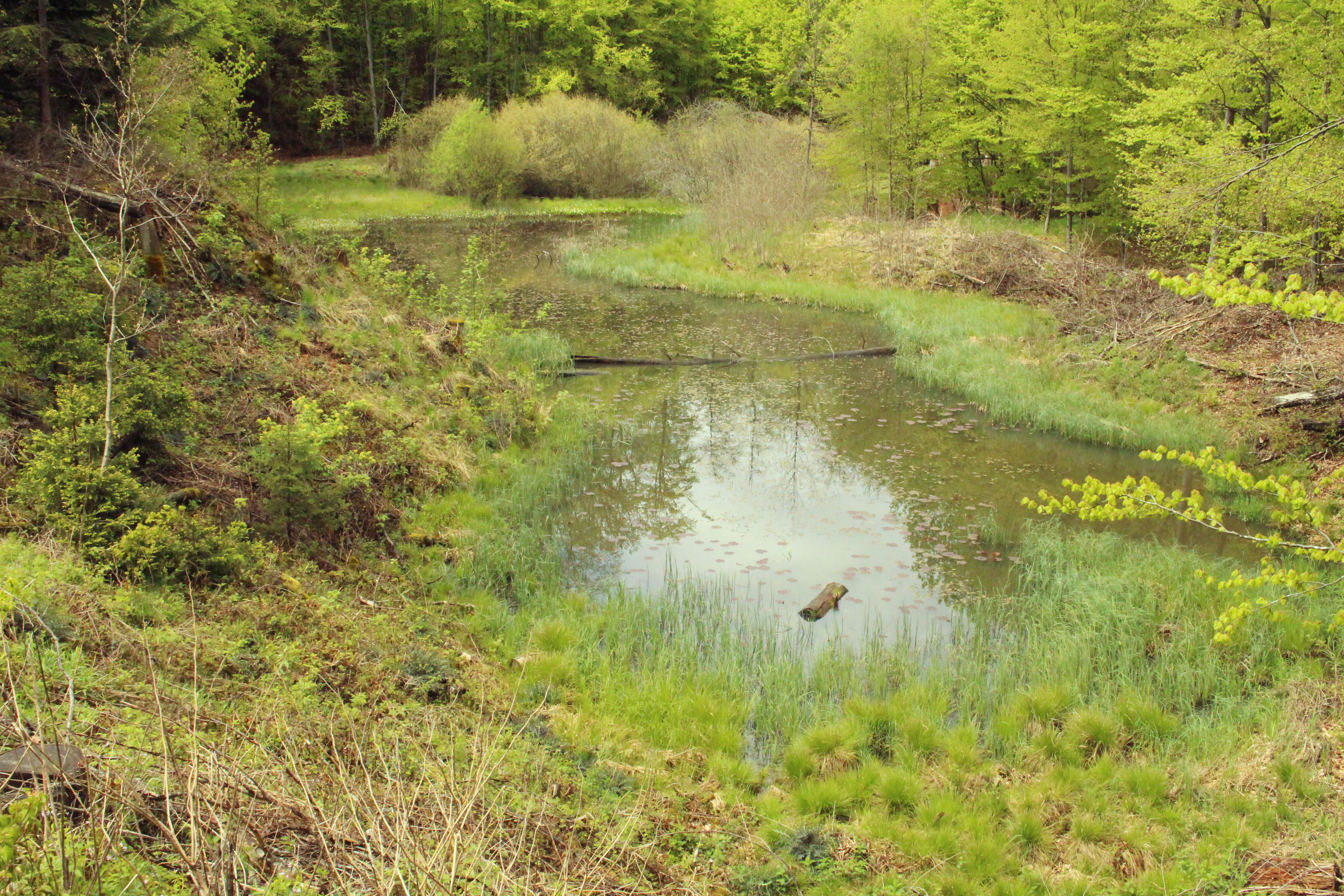
Ilgengrube im Frühjahr 2021